# الثورة خمسة عشر
ثورة 1715 (ويشار إليها باسم «خمسة عشر» أو «الثورة اللورد مار»)، كان محاولة من جيمس فرانسيس إدوارد ستيوارت (ويسمى أحيانا المدعي العجوز) لاستعادة العرش البريطاني لصالح أسرة ستيوارت المنفية.

## الخلفية
أدت الثورة المجيدة في 1688-1689 إلى عزل جيمس الثاني ملك إنجلترا والسابع من اسكتلندا، وفراره إلى المنفى في فرنسا تحت حماية لويس الرابع عشر، اعتلى العرش الإنجليزي والاسكتلندي ملوك وليام وماري بالمناصفة، استبعد قانون التسوية لعام 1701 الكاثوليك بشكل نهائي من العرش، ومن بينهم نجل جيمس المدعي العجوز، نظرًا لأن أخته البروتستانتية الغير شقيقة لم يكن لديها أطفال على قيد الحياة، فقد حدد القانون خليفتها على أقرب شخص يدين بالبروتستانتية صوفي أرملة ناخب هانوفر التي توفيت قبل شهرين من وفاة آن في أغسطس 1714، مع وفاة الملكة في 1714 تولى ابن صوفي ناخب هانوفر جورج الأول العرش البريطاني، ومع صعود جورج الأول بشرت إلى التفوق اليميني الذين موالون لأسرة الحاكمة الجديدة مع حرمان المحافظين من كل السلطة السياسية،
```
سعى النظام اليميني جديد لمحاكمة أعضاء من 
حزب المحافظين
 وزارة المخالفات المالية 1710-1714 تحت إدارة 
روبرت هارلي
 وسجنه في 
برج لندن
 
ولورد بولينجبروك
 الذي فار نحو 
فرنسا
 قبل اعتقاله، أصبح بولينجبروك وزير خارجية جيمس.
```

يوم 14 مارس 1715 ناشد المدعي البابا كليمنت الحادي عشر للحصول على مساعدة حركة اليعقوبية:
| الثورة خمسة عشر | إنه ليس ابنًا مخلصًا، مضطهدًا بظلم من قبل أعدائه، بقدر ما هو أن كنيسة مضطهدة مهددة بالدمار، والتي تدعو إلى الحماية وبمساعدة البابا الجدير | الثورة خمسة عشر |

." وفي 19 أغسطس كتب بولينجبروك إلى المدعي:
| الثورة خمسة عشر | الأشياء تتسارع إلى هذه النقطة، إما أنك يا سيدي على رأس حزب المحافظين يجب أن تنقذ الكنيسة ودستور إنجلترا أو أن كلاهما يجب أن يضيع بلا رجعة من أجل لا شيء | الثورة خمسة عشر |

كان يعتقد المدعي أن الجنرال المشهور دوق مارلبورو سينضم إليه عندما ينزل في اسكتلندا، وكتب إلى دوق بيرويك (ابن والده الغير شرعي وابن شقيقة مارلبورو) في 23 أغسطس:
| الثورة خمسة عشر | أعتقد أنه من الآن أكثر من أي وقت مضى الآن أو أبدا" | الثورة خمسة عشر |

## الأحداث
على الرغم من عدم تلقي أي عمولة من جيمس لبدء الحملة، أبحر إيرل مار من لندن نحو اسكتلندا، وفي 27 أغسطس في برايمار بـ أبردينشاير عقد أول مجلس الحرب، وفي 6 سبتمبر في برايمار أعلن مار اعتبر المدعي "جيمس الثامن والثالث" الذي أشاد به 600 مؤيد، أصدر البرلمان البريطاني قانونًا يصادر أراضي الملاك اليعاقبة المتمردين لصالح المستأجرين الذين يدعمون حكومة لندن، سافر بعض مستأجري مار نحو إدنبرة لإثبات ولائهم لتاج هانوفر والحصول على ملكية أرض من مار.
في شمال اسكتلندا كان اليعاقبة أكثر نجاحاً، بحيث استولوا على إينفيرنيس وقلعة جوردون وأبردين وجنوبًا إلى دندي، على الرغم من أنهم لم يتمكنوا من الاستيلاء على فورت ويليام، ولكن في قلعة إدنبرة، خزنت الحكومة الأسلحة لما يصل إلى 10000 رجل و100000 جنيه إسترليني دفعت لإسكتلندا عندما دخلت الاتحاد مع إنجلترا، حاول اللورد دروموند مع 80 من اليعاقبة تحت جنح الليل الصعود إلى القلعة باستخدام سلم، ومع ذلك ثبت أن السلم قصير جدًا، مما تركهم عالقين حتى الصباح وعند هذه النقطة تم اكتشافهم واعتقالهم.
وبحلول أكتوبر كانت قوات مار التي يبلغ عددها ما يقرب من 20000 رجلاً، قد سيطرت على كل اسكتلندا شمالي مصب فورث باستثناء قلعة ستيرلنغ، ومع ذلك كان مار مترددا، لذلك أعطى الاستيلاء اليعقوبي على بيرث والتحرك مع 2000 رجلاً جنوبًا بمبادرة من المرؤوسين قائد جيش قوات هانوفر دوق أرغيل الوقت لزيادة قوته بتعزيزات من الحامية الأيرلندية.
في 22 أكتوبر تم تكليف مار رسمياً من جيمس بتعيينه قائدًا للجيش اليعاقبة، تفوقت عدد قواته على جيش الحكومة بثلاثة إلى واحد، قرر مار السير على قلعة ستيرلنغ في 13 نوفمبر بحيث انضمت القوتان إلى معركة شريف موير، كان القتال غير حاسم ولكن مع قرب النهاية بلغ عدد اليعاقبة 4000 إلى 1000 لصالح أرغيل، بدأت قوة مار بالتقدم نحو أرغيل الذي كان محميًا بشكل سيئ، ولكن مار لم يقترب منه، ربما كان يعتقد أنه قد ربح المعركة بالفعل (فقد أرغيل 660 رجلاً، أي ثلاثة أضعاف ما خسره مار)، وبدلا من ذلك تراجع مار نحو بيرث، وفي نفس يوم معركة شريف موير، سقطت إينفيرنيس لصالح قوات هانوفر، في حين هُزمت قوة اليعاقبة صغيرة بقيادة إحدى عشائر في بريستون.
في إنجلترا، تم إحباط إنزال الرئيسي في الغرب، إلا أن الإنزال الثانوي المخطط له في نورثمبرلاند مضى قدماً في 6 أكتوبر، انضم اليعاقبة الإنجليز لاحقاً إلى قوة من اليعاقبة المتركزة على الحدود الاسكتلندية، واستقبل هذا الجيش الصغير فرقة عشيرة ماكينتوش، وساروا نحو إنجلترا بحيث إلتقت بهم القوات الحكومية في معركة بريستون في 12-14 نوفمبر انتصر اليعاقبة في اليوم الأول من المعركة، وقتلوا أعدادًا كبيرة من القوات الحكومية، لكن التعزيزات الحكومية وصلت في اليوم التالي واستسلم اليعاقبة في النهاية، وفي 15 نوفمبر وصلت عدد من الجنود الهولندية للمساعدة والدفاع عن الخلافة البروتستانتية.
وأخيراً تمكن المدعي من نزول في بيترهيد، ولكن بحلول الوقت الذي وصل فيه إلى بيرث في 9 يناير 1716 ، كان عدد الجيش اليعقوبي أقل من 5000 رجلاً، في المقابل حصلت قوات أرغيل على مدفعية ثقيلة وكانت تتقدم بسرعة، لذلك قرر مار حرق عدد من القرى الواقعة بين بيرث وستيرلنغ لحرمان جيش أرغيل من الإمدادات، وفي 30 يناير قاد مار اليعاقبة للخروج من بيرث، وفي 4 فبراير كتب جيمس رسالة وداع إلى اسكتلندا، أبحر نحو مونتروز في اليوم التالي.
حوكم العديد من السجناء اليعاقبة بتهمة الخيانة وحكم عليهم بالإعدام، وأخيراً أصدر قانون التعويض الصادر في يوليو 1717 عفواً عن جميع الذين شاركوا في الانتفاضة، لكن تم استبعاد عشيرة غريغور بأكملها بما في ذلك المتمرد روب روي ماكغريغور على وجه التحديد من مزايا هذا القانون.
في السنوات اللاحقة قام جيمس المعروف الآن باسم المدعي العجوز بمحاولتين أخيرتين لاستيلاء على العرش البريطاني، في عام 1719 على الرغم من الدعم الإسباني إلا أنه هُزم مرة أخرى في معركة جلينشيل، حاول لاحقاً ابنه تشارلز إدوارد ستيوارت المعروف المدعي الشاب بمحاولة في 1745، لكنه هُزم في معركة كولودين، توفي جيمس عام 1766.

## معرض الصور

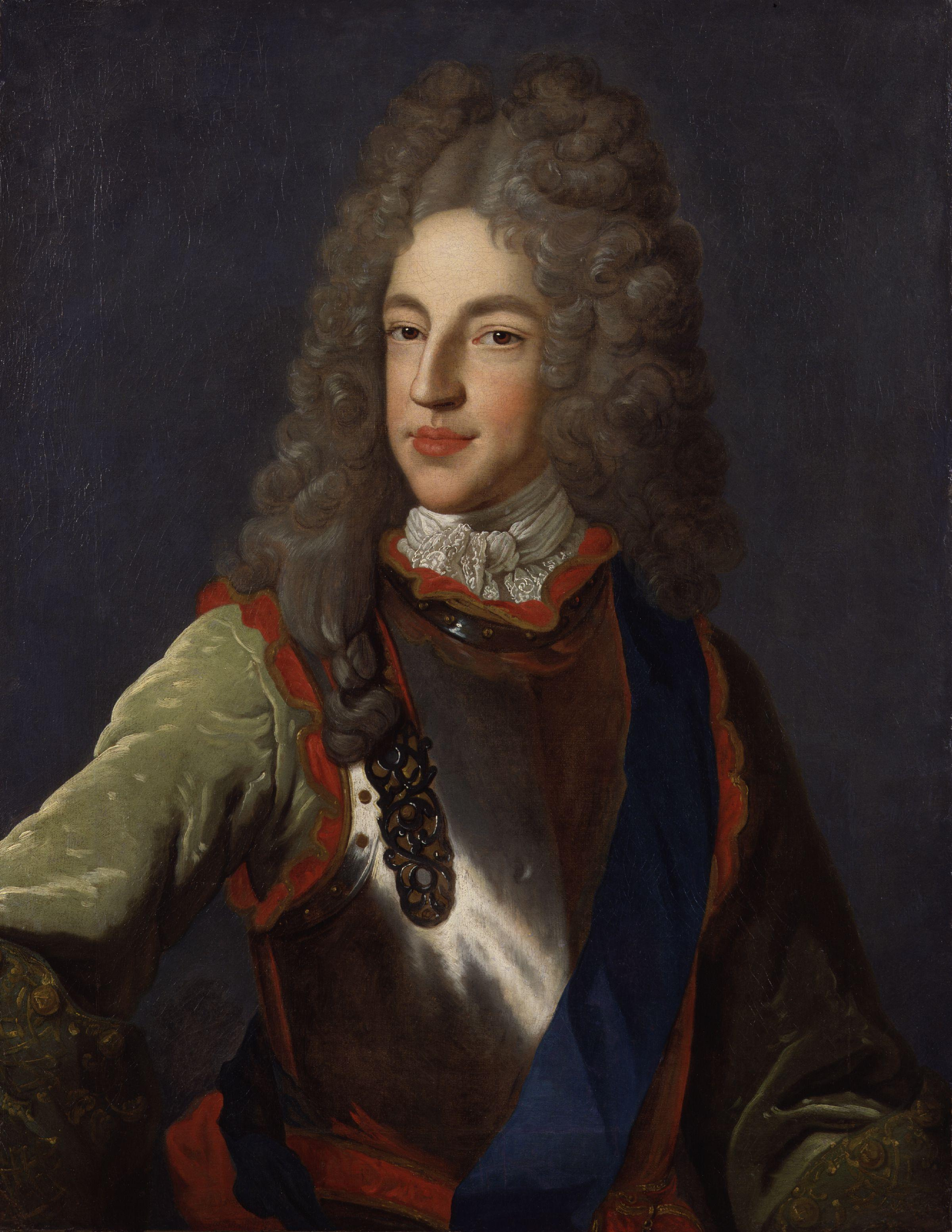
المدعي العجوز "جيمس فرانسيس إدوارد ستيوارت".
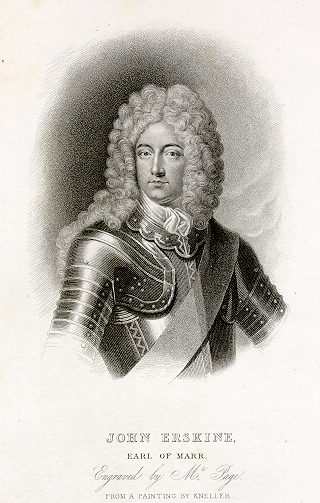
جون إرسكين إيرل مار السادس، قائد قوات اليعاقبة.
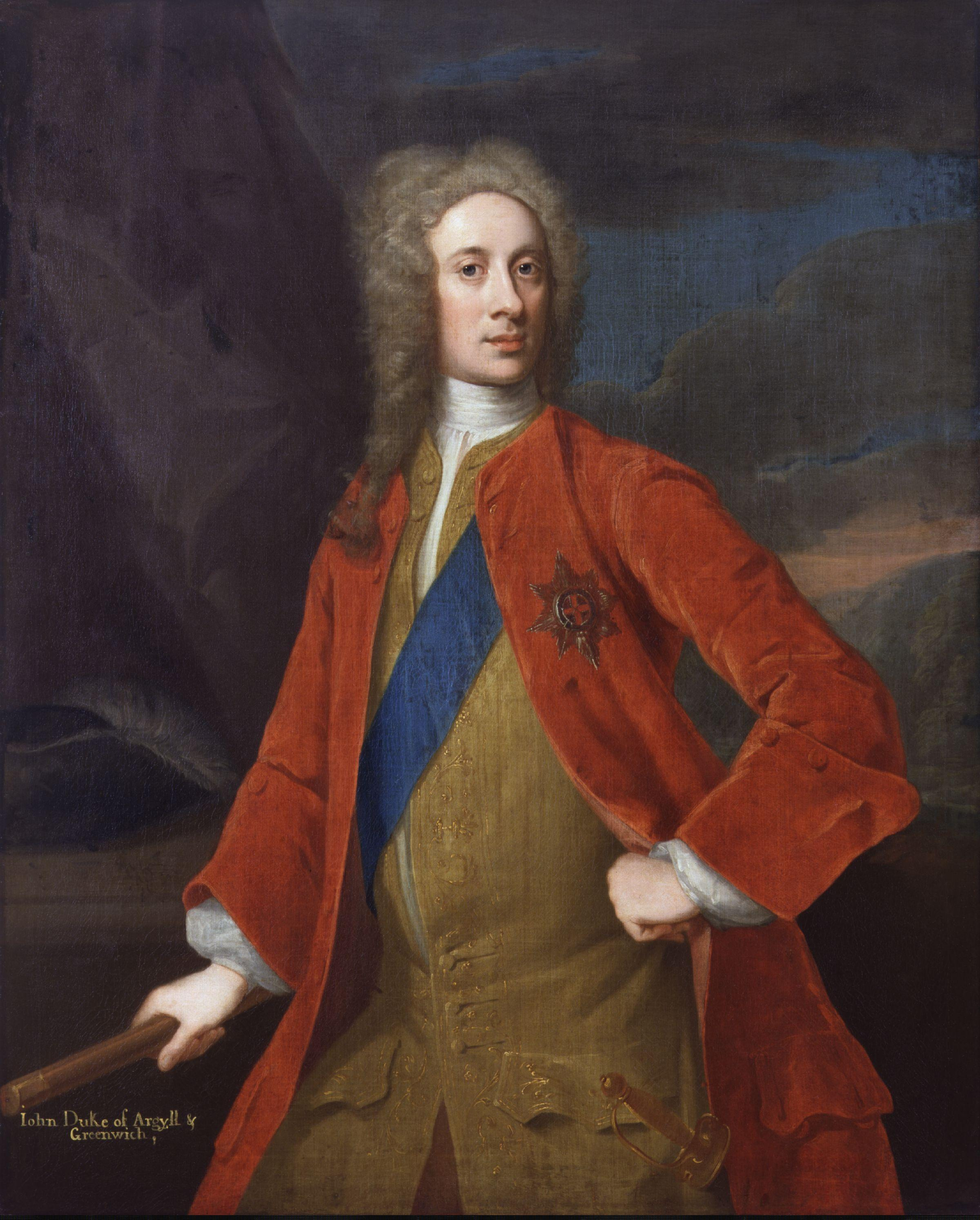
جون كامبل دوق أرغيل الثاني، قائد القوات الحكومية في إسكتلندا.
شعار أسرة هانوفر الحاكمة.
شعار المدعي العجوز.